# Франсијон сир Рубион
Франсијон сир Рубион (фр. Francillon-sur-Roubion) насеље је и општина у источној Француској у региону Рона-Алпи, у департману Дром која припада префектури Ди.
По подацима из 2011. године у општини је живело 183 становника, а густина насељености је износила 16,94 становника/km². Општина се простире на површини од 10,8 km². Налази се на средњој надморској висини од 462 метара (максималној 651 m, а минималној 287 m).

## Демографија
| 1962. | 1968. | 1975. | 1982. | 1990. | 1999. | 2011. |
| ----- | ----- | ----- | ----- | ----- | ----- | ----- |
| 114   | 119   | 122   | 133   | 124   | 140   | 183   |